# J. Mayo Williams
Jay Mayo Williams (Pine Bluff, 25 september 1894 - Chicago, 2 januari 1980) was een Amerikaanse muziekproducent.

## Biografie
Williams verliet op 7-jarige leeftijd zijn geboorteplaats met zijn moeder, nadat zijn vader werd gedood bij een schietpartij. Hij groeide verder op in Monmouth en rondde daar de school af. Van 1916 tot 1921 studeerde hij aan de Brown University, waar hij zich voorbereidde op een sportcarrière. Tot 1926 speelde hij als professional in de National Football League, eerst voor Hammond (Ind.) Pros, daarna ook voor de Canton Bulldogs, Dayton Triangles en Cleveland Bulldogs. Hij was net als Paul Robeson een van de eerste Afro-Amerikaanse profspelers in deze sportsoort.
Daarnaast begon Williams in 1924 te werken voor Paramount Records als talentscout en muziekproducent in de regio Chicago. Zo ontdekte hij de zangeres Ma Rainey, maar ook Papa Charlie Jackson. Ook nam hij Blind Lemon Jefferson, Tampa Red, Thomas Andrew Dorsey, Ida Cox, Jimmy Blythe, Jelly Roll Morton, King Oliver en Freddie Keppard op en stelde hij songwriters te werk als Tiny Parham.
In 1927 verliet hij Paramount Records om zijn eigen bedrijf The Chicago Record Company op te richten, dat jazz, blues en gospelmuziek uitbracht onder het sublabel Black Patti Records. Daar verscheen de Original Stack O' Lee Blues van The Down Home Boys, de eerste opname van de song over Stagger Lee. Nadat het label flopte, werkte Williams voor Brunswick Records en diens sublabel Vocalion, waarvoor hij Clarence 'Pinetop' Smith en Leroy Carr opnam. Naar aanleiding van de economische crisis in 1929 was hij tussentijds werkzaam als footballtrainer aan het Morehouse College in Atlanta.
In 1934 haalde Decca Records Williams voor hun bedrijf op het gebied van de Race Records. Vroege opnamen van Mahalia Jackson, Alberta Hunter, Blind Boy Fuller, Roosevelt Sykes, Sleepy John Estes, Kokomo Arnold, Peetie Wheatstraw, Bill Gaither, Bumble Bee Slim, Georgia White, Trixie Smith, Monette Moore, Sister Rosetta Tharpe, Gladys Palmer en Tab Smith werden ontleend aan zijn bekwaamheden, net als zelfstandige opnamen van de Harlem Hamfats en de combo's van Louis Jordan, die een van de wortels vormden van de jumpblues.
In 1945 verliet Williams Decca Records om tot 1949 eigen labels als Harlem (in New York) en de labels Chicago, Southern en Ebony (in Chicago) te leidden, waarvoor hij muzikanten als Muddy Waters ontdekte. In 1952 blies hij het label Ebony nieuw leven in om Lil Armstrong, Oscar Brown en Hammie Nixon op te nemen. 
Net als blanke producenten als Irving Mills, claimde ook Williams rechten aan songs, zodat hij als mede-auteur is ingeschreven voor talrijke songs, waaronder Kidman Blues, Corrine, Corrina, Nellie Lutchers Fine Brown Frame, Louis Jordans Mop Mop, Keep a Knocking van Bert Mays en Drinkin' Wine Spo-Dee-O-Dee van Stick McGhee. Muzikanten als Blind Blake en Blind Lemon Jefferson kregen vermoedelijk geen tantièmen. Zijn bedrijfsactiviteit werd ook anders bekritiseerd.
In 2004 werd hij door de Blues Foundation voor zijn bijdragen aan de ontwikkeling van het genre opgenomen in de Blues Hall of Fame.